# Dicentria psamathe
Dicentria psamathe är en fjärilsart som beskrevs av William Schaus 1892. Dicentria psamathe ingår i släktet Dicentria och familjen tandspinnare. Inga underarter finns listade i Catalogue of Life.